# Aleksandyr Stalijski (1924–2004)
Aleksandyr Stalijski młodszy (bułg. Александър Сталийски; ur. 1924, zm. 13 stycznia 2004 w Sofii) – bułgarski polityk, prawnik.
Studiował prawo na Uniwersytecie w Sofii i od 1947 pracował jako adwokat. Rok wcześniej związał się z Partią Demokratyczną, której działalność została w 1947 zakazana; był prześladowany przez kolejne 16 lat, spędził je w więzieniu, areszcie domowym lub na robotach przymusowych. Po 1963 powrócił do zawodu prawnika.
Zaangażował się ponownie w działalność polityczną po upadku ustroju komunistycznego w 1989; wstąpił do Związku Sił Demokratycznych, z jego ramienia został wybrany do parlamentu w 1991. W okresie od maja do grudnia 1992 był ministrem obrony w mniejszościowym rządzie sił antykomunistycznych.
Jego ojciec, także Aleksandyr Stalijski (starszy), był ministrem sprawiedliwości w rządzie Iwana Bagrianowa od czerwca do września 1944; został stracony przez komunistów.